# Capra ibex
Lo stambecco delle Alpi (Capra ibex L. 1758), anche noto come stambecco alpino o semplicemente stambecco, è una specie di capra selvatica diffusa sulle montagne dell'Arco alpino. È una specie sessualmente dimorfica: i maschi sono più grandi e presentano corna più lunghe e ricurve rispetto alle femmine. Il colore del suo mantello è tipicamente grigio brunastro. Gli stambecchi alpini tendono a vivere su terreni ripidi e accidentati vicino al limite delle nevicate. Sono animali socievoli, sebbene maschi e femmine adulti rimangono separati per la maggior parte dell'anno, riunendosi solo per accoppiarsi, raggruppandosi in quattro gruppi distinti; gruppi di maschi adulti, gruppi di femmine con cuccioli, gruppi di giovani e gruppi di sesso misto.
Durante la stagione riproduttiva, i maschi combattono tra di loro per l'accesso alle femmine e usano le loro lunghe corna in comportamenti agonistici. Dopo essere stato estirpato dalla maggior parte delle aree alpine nel XIX secolo, lo stambecco delle Alpi è stato reintrodotto con successo in alcune parti del suo areale storico. Tutti gli individui viventi oggi discendono dal ceppo del Parco nazionale del Gran Paradiso, in Valle d'Aosta e in Piemonte, Italia, un parco nazionale creato appositamente per aiutare lo stambecco alpino a riprendersi e prosperare. Lo stambecco è l'emblema sia del Parco nazionale del Gran Paradiso, sia del contiguo Parco nazionale della Vanoise oltre il confine francese. La specie è attualmente elencata come a rischio minimo dalla IUCN, sebbene la popolazione totale di questa specie abbia subito un drastico collo di bottiglia, arrivando a meno di 100 individui durante il XIX secolo. Ciò ha portato a una diversità genetica molto bassa tra le varie popolazioni.

## Tassonomia
Lo stambecco delle Alpi fu descritto per la prima volta da Carl Linnaeus, nel 1758. L'animale venne classificato nel genere Capra (dal latino "capra") insieme ad almeno altre sette specie di capre selvatiche. Sia Capra che Ovis (le pecore) discendevano da un animale simile a un goral vissuto nel Miocene o nel primo Pliocene, i cui fossili sono stati ritrovati in Kenya, Cina e Slovenia. Il genere Tossunnoria apparve in Cina durante il Miocene superiore e sembra essere stato un intermedio tra goral e capre. I fossili di stambecco delle Alpi risalgono al Pleistocene superiore, mentre lo stambecco iberico si è probabilmente evoluto dalla specie estinta del Pleistocene, Capra camburgensis. Lo stambecco nubiano (C. nubiana), il ualià (C. walie) e il siberiano (C. sibirica) erano precedentemente considerati sottospecie dello stambecco alpino, conferendo alle popolazioni delle Alpi il trinomio di C. i. ibex, prima di essere riconosciute come specie a sé stanti.

## Descrizione

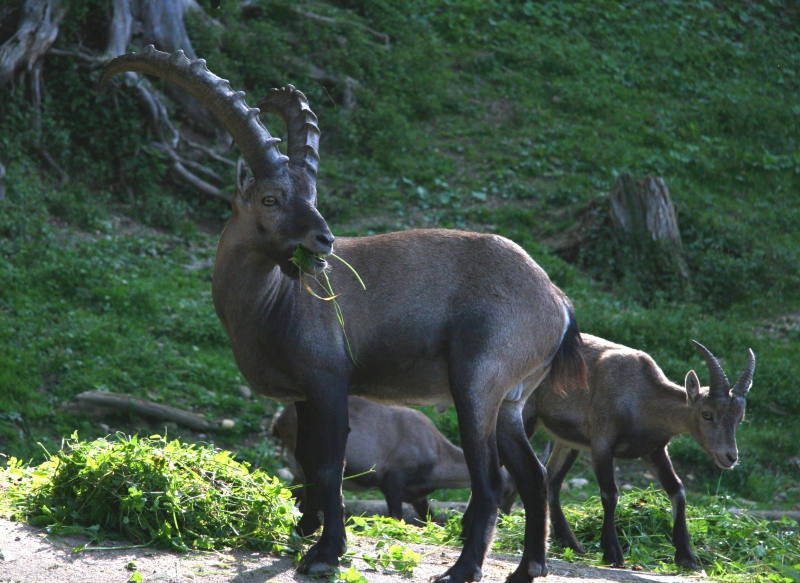
Maschio e femmina di stambecco alpino a confronto

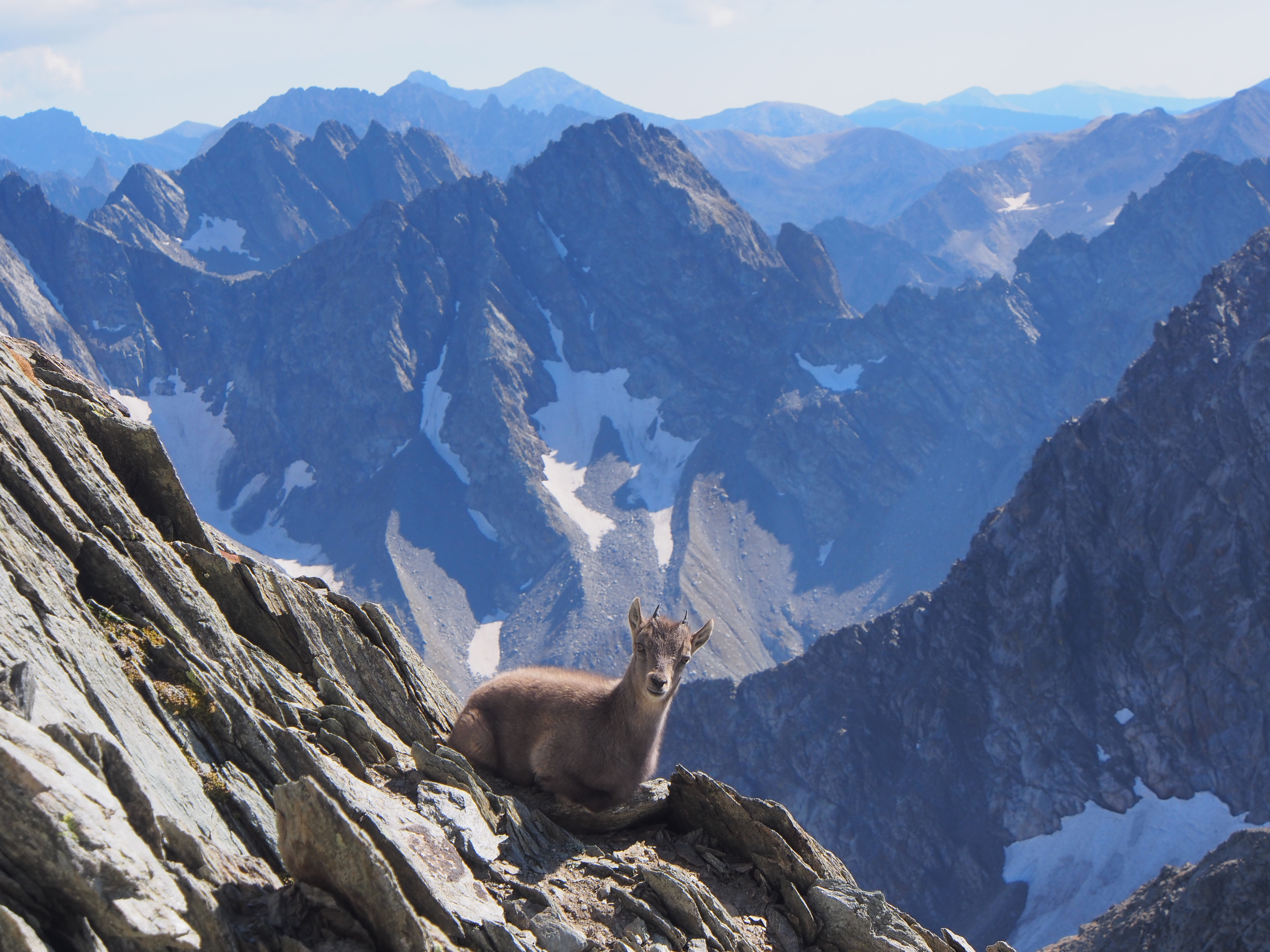
Cucciolo di stambecco alpino, nelle Alpi Marittime

Lo stambecco delle Alpi è una capra selvatica di rilevanti dimensioni; i maschi possono raggiungere tranquillamente i 90-101 centimetri d'altezza al garrese, una lunghezza di 149-171 centimetri, per un peso di 67-117 kg. Le femmine sono notevolmente più piccole, con un'altezza al garrese di 73-84 centimetri, una lunghezza di 121-141 centimetri, per un peso di 17-32 kg. Sia il maschio che la femmina presentano un paio di grandi corna ricurve all'indietro, ornate da diverse creste e fossette lungo tutta la loro lunghezza. Le corna sono molto più grandi nei maschi, nei quali possono raggiungere una lunghezza di 69-98 centimetri, mentre nelle femmine raggiungono a malapena i 18-35 centimetri. I maschi hanno una vita media di circa 14-16 anni, mentre le femmine possono superare anche i 20 anni.
Rispetto ad altri membri del suo genere, lo stambecco delle Alpi ha una testa corta e larga e un mantello più opaco. Il colore del mantello dello stambecco cambia con il variare delle stagioni. Nel periodo estivo il pelo è corto, di colore beige o bruno chiaro. In autunno cade lentamente ed è sostituito da una spessa pelliccia con peli più lunghi di un colore bruno scuro, quasi nero: questa calda pelliccia lo proteggerà dal freddo della montagna ed il colore più scuro assorbirà meglio i raggi del sole. Una muta si renderà poi necessaria alla fine dell'inverno, nei mesi di maggio e giugno. Il mantello delle femmine è di un beige giallastro o castano chiaro, salvo il ventre che rimane piuttosto biancastro e le zampe che sono bruno scuro. Si scurisce leggermente in inverno, ma comunque, sia in estate che in inverno, il mantello delle femmine è più chiaro di quello dei maschi. Alla nascita, il pelo dei cuccioli è invece di un colore beige rossastro, più chiaro di quello delle femmine, restando tale fino all'età di due anni. Gli stambecchi fanno la muta due volte l'anno, prima ad aprile o maggio, e poi di nuovo a settembre, quando sostituiscono il corto mantello estivo con un pelo più folto e un sottopelo lanoso. Generalmente si sbarazzeranno della pelliccia grattandosi contro le rocce e contro i tronchi degli alberi e non è raro trovare dei ciuffi di pelo intrecciati sugli arbusti e sulle rocce. La muta è anche all'origine del fastidioso prurito che gli stambecchi maschi cercano di alleviare aiutandosi con le loro lunghe corna. Il pelo estivo dei becchi è di un colore grigio ferro su tutto il dorso, fino al ventre che invece è di colore bianco. Le zampe sono di un colore bruno scuro, quasi nerastro come anche la banda mediana sul dorso è di un colore scuro, molto vicino al nero, (questa banda nera talvolta non è presente). Dal mese di novembre in poi, il pelo dei maschi si scurisce divenendo marrone scuro.

### Corna

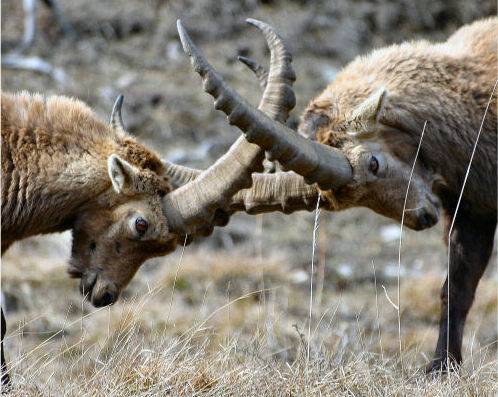
Due maschi intrecciano le corna durante un combattimento

Le corna, permanenti, sono costituite da un'impalcatura ossea ricoperta di una sostanza cornea. La loro crescita si blocca ogni anno in novembre e tale arresto si evidenzia come un anello ben visibile sulla parte laterale e posteriore del corno. Dal conteggio di tali cerchi si risale al numero di inverni trascorsi e quindi all'età dell'animale. 

Nei maschi le corna presentano sul lato anteriore nodi vistosi, formati da escrescenze cornee, e possono superare, nei soggetti più vecchi, il metro di lunghezza. Al contrario le femmine hanno corna lisce, di 35 cm al massimo; dopo i 5 anni l'accrescimento annuale del corno diventa di pochi millimetri ravvicinando di molto gli anelli.

## Storia
Circa 100.000 anni fa, lo stambecco viveva in tutte le regioni rocciose dell'Europa centrale. È stato anche fonte d'ispirazione per i popoli del Paleolitico, che lo disegnavano nelle grotte in cui vivevano, come appare nelle pitture murali delle grotte di Lascaux in Francia.
Fino al XV secolo, era presente lungo tutto l'arco alpino, ma lo sviluppo delle armi da fuoco segnò ben presto la sua fine in quei territori. La medicina dell'epoca poi, tutta incentrata sulla superstizione, gli fu fatale. Le corna, ridotte in polvere, furono utilizzate come rimedio contro l'impotenza ed il sangue come rimedio per i calcoli renali. Lo stomaco, infine, fu indicato per combattere la depressione. Tali credenze persistettero fino al XIX secolo, quando ormai si contavano solo poche centinaia di individui nelle Alpi italiane e francesi, mentre era completamente scomparso in Svizzera.
La specie deve la sua sopravvivenza alla famiglia reale italiana. Fu infatti il re Vittorio Emanuele II che fece proteggere, nel 1856, gli ultimi esemplari, per riservarli alla sua caccia personale in una riserva privata situata in Valsavarenche, dove, per suo ordine, un gruppo di guardacaccia li proteggeva da altri cacciatori. Ad oggi, la Valle d'Aosta e il Piemonte sono le uniche regioni dell'arco alpino in cui la specie non è mai scomparsa.

## Distribuzione e habitat

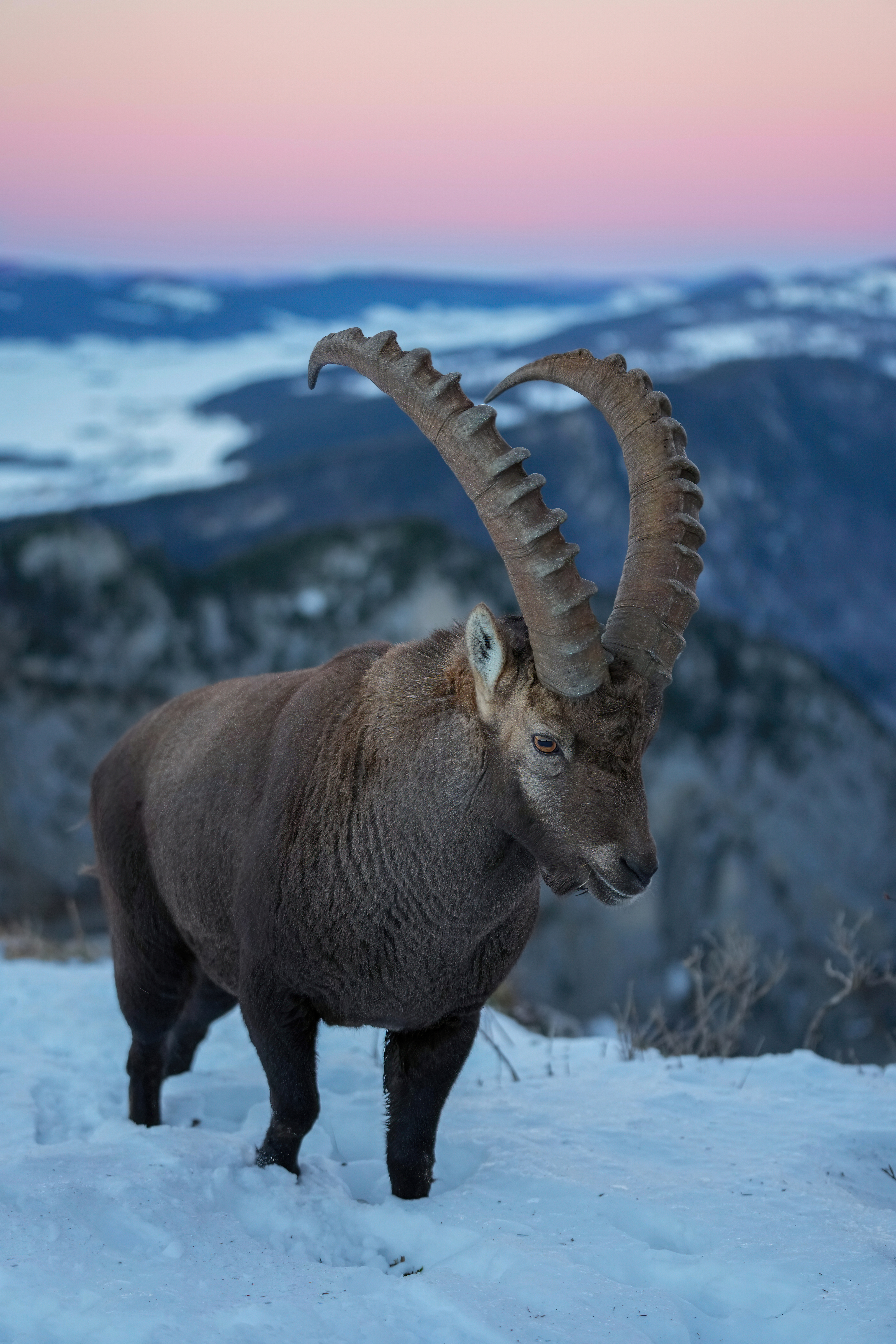
Maschio sul Mont Racine a Creux du Van, Svizzera

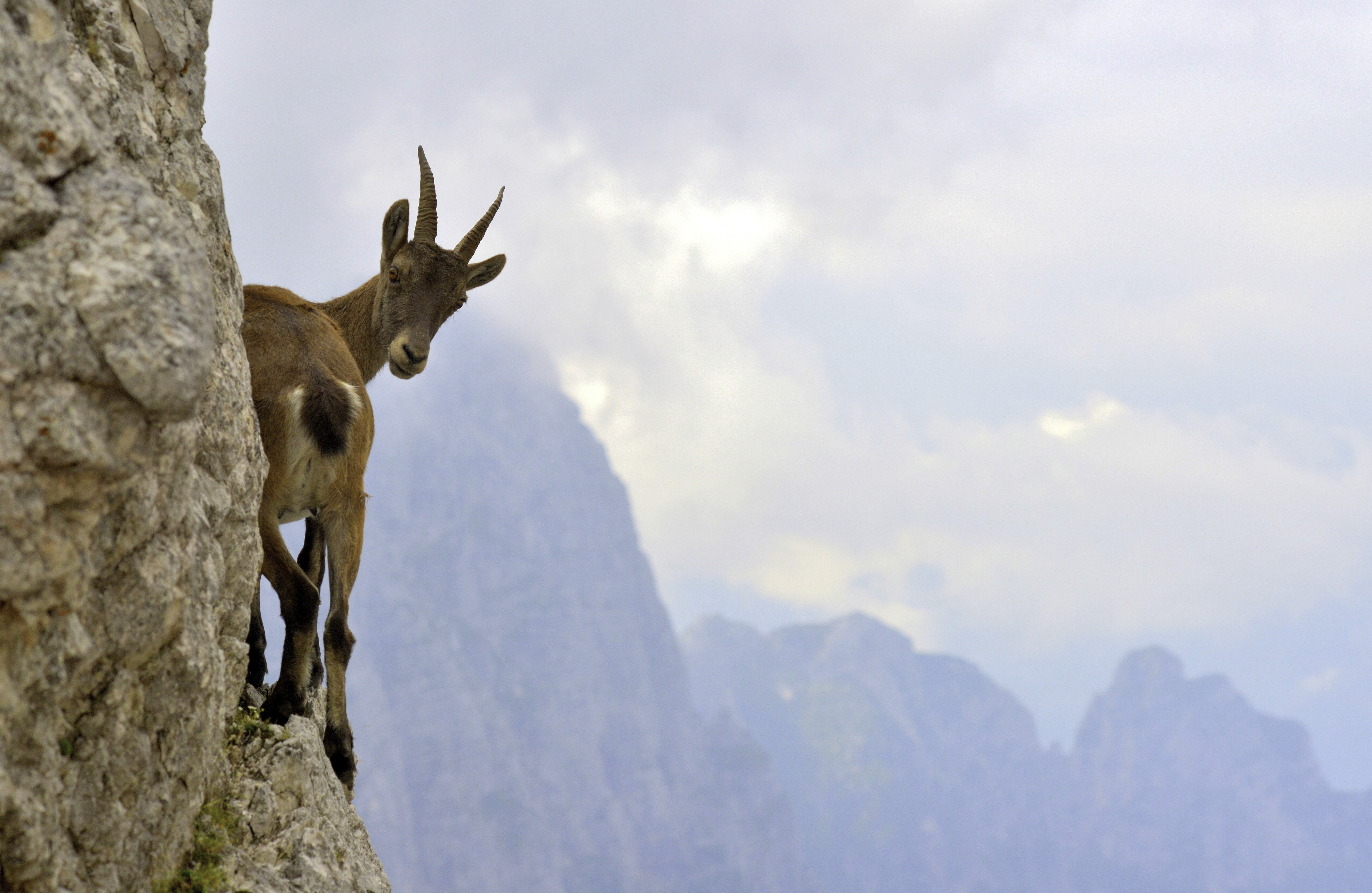
La capacità dello stambecco di procedere su pareti verticali su appoggi strettissimi è proverbiale

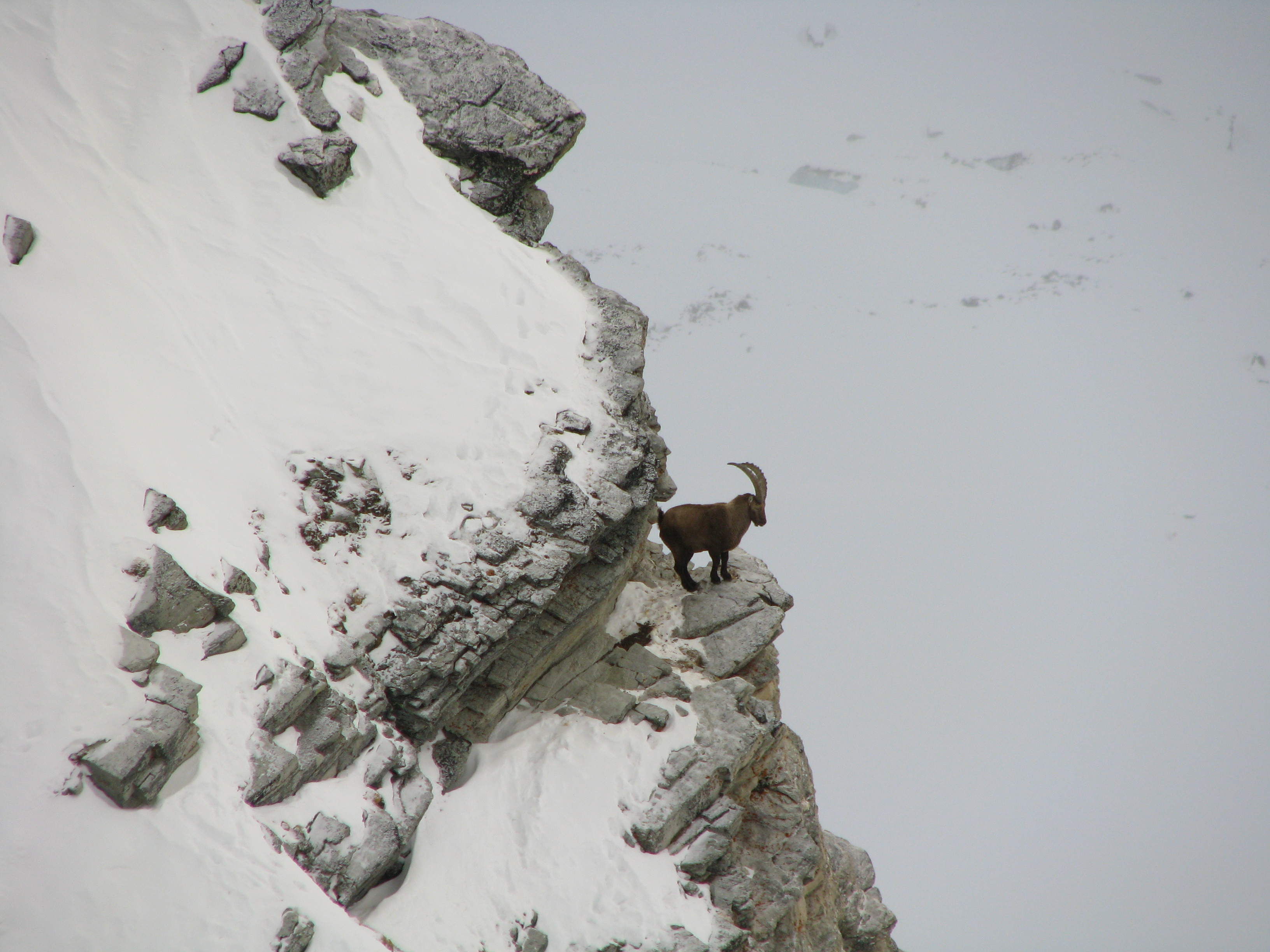
Stambecco sulle rocce

Esemplare di stambecco nel Parco nazionale del Gran Paradiso

Lo stambecco è attualmente diffuso in tutto l'arco alpino, dalle Alpi Marittime a ovest sino alle Alpi di Carinzia e di Slovenia a est, ad altitudini comprese tra 500 e 3000 m s.l.m.. Sebbene il suo areale si sia notevolmente ampliato nel corso del XX secolo, la sua distribuzione è tuttora abbastanza frammentaria.
Fatta eccezione per quella del Parco nazionale del Gran Paradiso, tutte le attuali popolazioni sono il frutto di reintroduzioni (Francia, Svizzera, Austria e Germania) o di nuova introduzione (Slovenia e Bulgaria).
Il suo habitat tipico è costituito dagli ambienti rocciosi di alta quota, al di sopra della linea degli alberi. I costoni rocciosi scoscesi esposti a sud ricchi di vegetazione erbacea sono l'ambiente preferito. A livello subalpino li si può incontrare in aree aperte e soleggiate con presenza di affioramenti rocciosi.
È presente in numerose aree naturali protette tra cui: il Parco nazionale del Gran Paradiso, il Parco nazionale dello Stelvio, il Parco naturale dell'Alta Val Sesia e dell'Alta Val Strona, il Parco naturale delle Dolomiti d'Ampezzo, il Parco regionale dell'Adamello, il Parco naturale Adamello Brenta e il Parco naturale delle Alpi Marittime il Parco naturale delle Dolomiti Friulane,  il Parco naturale dell'Alpe Veglia e dell'Alpe Devero, il Parco nazionale delle Dolomiti Bellunesi, il Parco Regionale delle Orobie Valtellinesi e il Parco regionale delle Orobie Bergamasche in Italia; il Parco nazionale della Vanoise, il Parco nazionale degli Écrins e il Parco nazionale del Mercantour in Francia; il Parco nazionale svizzero in Svizzera; il Parco nazionale Kalkalpen in Austria; il Parco nazionale di Rila in Bulgaria.

## Conservazione
Giunta a un passo dalla estinzione nel corso del XIX secolo, la specie si è salvata grazie alla istituzione, nel 1856, della Riserva reale di caccia del Gran Paradiso e successivamente del Parco nazionale del Gran Paradiso (1922). Le successive operazioni di reintroduzione, avviate con spirito pionieristico dalla Confederazione Elvetica sul finire dell'Ottocento, hanno portato alla sua ricomparsa in 175 diverse aree alpine europee.
Negli anni novanta è stata stimata una popolazione complessiva di circa 30.000 esemplari. Di questi circa 15.000 vivono in Svizzera, 10.000 in Francia, 9.700 in Italia, 3.200 in Austria, 250 in Slovenia e 220 in Germania.
Nonostante la relativa frammentazione del suo areale, la sua popolazione è attualmente in significativa crescita. 
Nel 2015 la popolazione lungo tutto l'arco alpino è di oltre 55.000 esemplari, in crescita soprattutto in Italia e Svizzera.
In base a tali dati la Lista rossa IUCN classifica Capra ibex come specie a basso rischio (Least Concern). La specie è inserita nella Appendice III della Convenzione di Berna ed è sottoposta a misure di protezione regolate da differenti legislazioni nazionali che prevedono in taluni casi il divieto assoluto di caccia (Francia, Germania e Italia), in altri l'autorizzazione ad abbattimenti selettivi (Svizzera, Austria, Slovenia e Bulgaria).

## Biologia
Lo stambecco è un animale gregario; i branchi di maschi restano separati da quelli delle femmine e si riuniscono ad essi solo nel periodo riproduttivo. I gruppi di maschi comprendono soggetti di età superiore ai 4-5 anni e possono, in primavera, raggiungere le 100 unità. I soggetti più vecchi tendono ad una vita solitaria o sono aggregati in piccoli gruppi (4-6 elementi), comprendenti anche animali giovani.
Vi sono infine i branchi di femmine con i piccoli e i giovani fino a due anni.
Durante l'estate si possono osservare le "nurseries", ovvero gruppi di capretti (fino a 15-20) controllati da una o due femmine mentre le altre madri sono alla ricerca di cibo.

### Alimentazione
Erbivoro, può mangiare fino a 15 kg di erba al giorno, ma si ciba anche dei germogli di ginepro, di rododendri, di muschi e di licheni. Non è raro incontrare in montagna, ai lati delle strade, dei piccoli blocchi di sale destinati ai gruppi di stambecchi perché, come altre specie del genere Capra, è ghiotto di sale in quanto il suo organismo accusa un'effettiva esigenza di sodio, solitamente poco disponibile nei foraggi. 
Si abbevera poco, accontentandosi spesso della rugiada mattutina. 
In primavera si nutre di arbusti dei quali apprezza soprattutto i germogli, e che bruca drizzandosi sulle zampe posteriori. In inverno le erbe secche sono la base dell'alimentazione ma compaiono anche arbusti (ontano verde) e licheni, raramente aghi di conifere.

### Riproduzione
Gli accoppiamenti avvengono durante i mesi di dicembre e di gennaio. I maschi adulti dominanti ricercano attivamente le
femmine in calore, mostrando caratteristici atteggiamenti di sottomissione: corna rovesciate sulla schiena, collo teso,
coda alzata a pennacchio a scoprire lo specchio anale bianco.
Gli scontri tra maschi, peraltro assai spettacolari, sono limitati e sanciscono la supremazia dei singoli individui. Dopo una gestazione di circa 160-180 giorni nasce un solo piccolo, raramente due. Il neonato sta in piedi dopo pochi minuti ed è subito in grado di seguire la madre sulle cengie a strapiombo.

## Ecologia

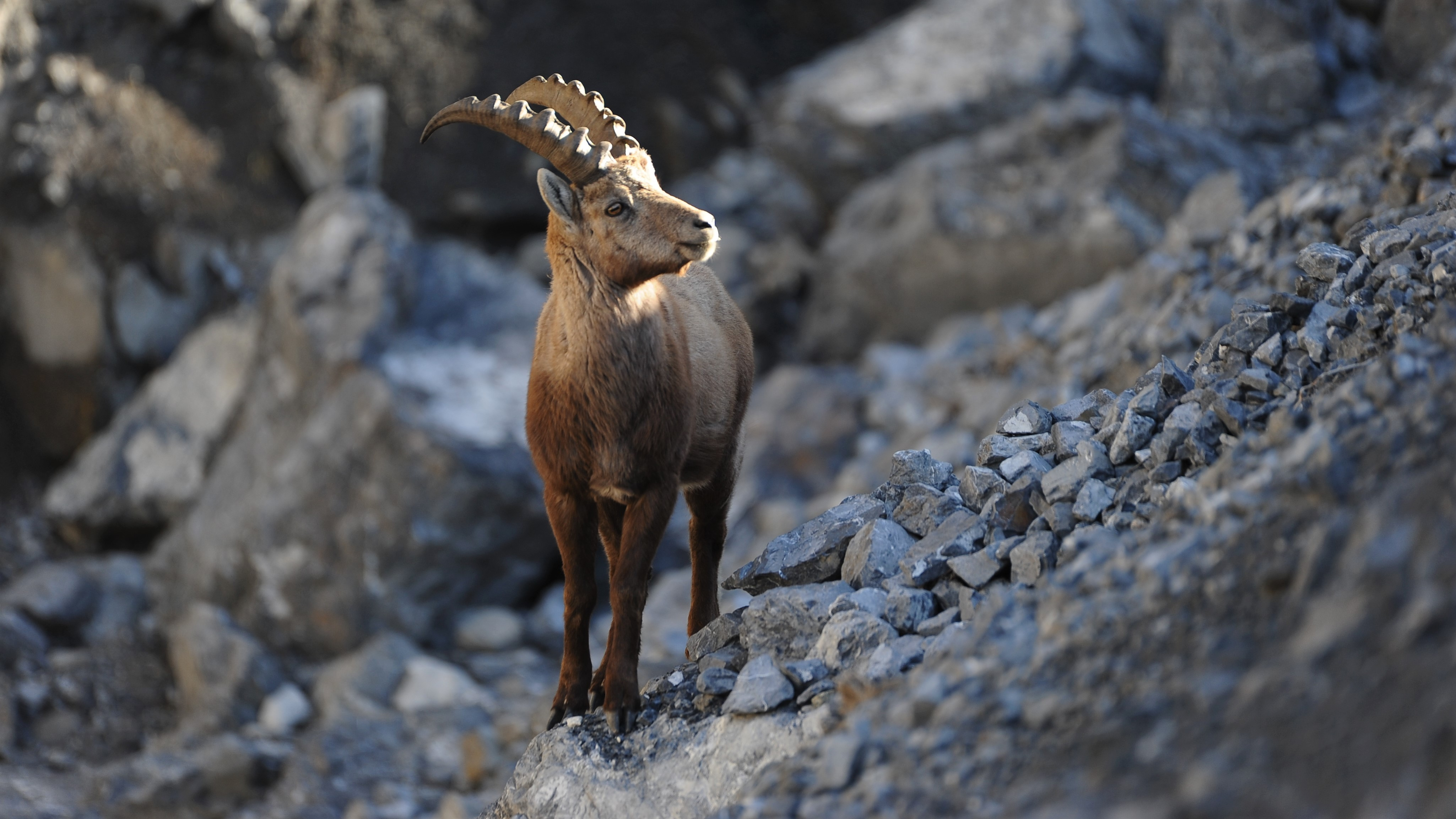
Uno stambecco nella Valle della Forcola

È un animale particolarmente adattato agli ambienti caratterizzati da affioramenti rocciosi misti a prateria, situati sino al limite dei ghiacciai. In inverno sono preferite le pareti con buona esposizione, a quote comprese tra i 2000 ed i 3500 m; il bosco fitto viene evitato. I maschi possono utilizzare il bosco rado, costituito perlopiù da larice ed interrotto da pareti rocciose, per scendere poi in primavera sul fondovalle, al momento del ricaccio dell'erba. Le femmine rimangono invece per buona parte dell'anno sui pendii rocciosi.
Lo stambecco è un animale essenzialmente diurno ed è attivo già prima del sorgere del sole. Dalle prime ore del giorno fino all'imbrunire, trascorre le sue giornate sulle terrazze erbose e ben esposte al sole.

## Gastronomia
La carne di stambecco è stata sempre consumata da epoche remote: una ricerca dell'Eurac Research ha rivelato che Ötzi mangiò speck di stambecco prima di morire. Poi la specie è stata protetta per il rischio di estinzione e, dopo un sufficiente ripopolamento, i permessi di caccia sono ripresi in alcune nazioni come la Svizzera, dove vive la popolazione più numerosa. In Italia la caccia allo stambecco è vietata, ma si può importare la sua carne, che solitamente arriva surgelata dall'estero.
La carne è, di solito, cucinata in umido dopo esser stata marinata tra le 12 e 24 ore per disperdere il gusto aspro di selvaggina: i pezzi di carne devono marinare in soluzione di acqua, vino rosso e/o aceto con accompagnamento di spezie e verdure varie. Dalla soluzione, usata per marinare e cuocere la carne, si ricava un sugo succulento per qualsiasi tipo di pasta asciutta.
La carne di stambecco è tradizionalmente adoperata per la preparazione di certi salumi come la mocetta in Piemonte e Valle d'Aosta.